# الموقف الأخير
الموقف الأخير  (بالإنجليزية: The Last Stand)‏ هو فيلم حركة أمريكي 2013 من كتابة اندرو كنوير ومن إخراج كيم جي وون وبطولة أرنولد شوارزنيجر وفورست ويتكر وجونى نوكسفيل. الفيلم هو الأول لأرنولد شوارزنيجر منذ المبيد 3: نهوض الآلات في 2003.
تدور قصة الفيلم حول شريف بلدة صغيرة والذي عليه هو مساعديه إيقاف تاجر مخدرات خطير من الهروب إلى المكسيك بواسطة سيارات سباق معدلة.
عرض الفيلم في 17 يناير في الولايات المتحدة وتلقى مرجعات من متفاوتة إلى إيجابية من قبل النقاد.

## طاقم التمثيل
- أرنولد شوارزنيجر
- جونى نوكسفيل
- فورست ويتكر
- رودريغو سانتورو
- بيتر ستورمار
- إدواردو نوريغا
- لويس غوزمان

## إيرادات شباك التذاكر
حقق الفيلم أرباحاً تقدر بـ $48,050,299

## روابط خارجية
- الموقف الأخير على موقع IMDb (الإنجليزية)
- الموقف الأخير على موقع ميتاكريتيك (الإنجليزية)
- الموقف الأخير على موقع روتن توميتوز (الإنجليزية)
- الموقف الأخير على موقع نتفليكس (الإنجليزية)
- الموقف الأخير على موقع قاعدة بيانات الأفلام العربية
- الموقف الأخير على موقع ألو سيني (الفرنسية)
- الموقف الأخير على موقع Turner Classic Movies (الإنجليزية)
- الموقف الأخير على موقع أول موفي (الإنجليزية)
- الموقف الأخير على موقع بوكس أوفيس موجو (الإنجليزية)
- الموقف الأخير على موقع فيلمافينيتي (الإسبانية)